# Bohumil Kubišta
Bohumil Kubišta (n. 21 august 1884, Praskačka⁠(d), Hradec Králové, Cehia – d. 27 noiembrie 1918, Praga, Cehoslovacia) a fost un pictor și critic de artă ceh, unul dintre fondatorii picturii moderne cehe, membru târziu al grupului Die Brucke.
A studiat la Școala de Arte Aplicate de la Praga, dar a plecat în 1906 pentru a studia la Reale Istituto di Belle Arti din Florența. Kubišta, împreună cu Emil Filla, Antonín Procházka și alți cinci pictori au fondat Osma (Cei opt), un grup de artiști de orientare expresionistă.

## Operă, stiluri artistice
Kubišta și-a format exprimarea artistică individuală în mod gradual, fiind influențat la început de opera lui Vincent van Gogh și Paul Cézanne. S-a educat singur în filosofie și optică și a studiat culoarea și construcția geometrică a picturii.
Kubišta, ca și mulți alți artiști cehi din generația sa, a fost puternic influențat de expoziția lui Edvard Munch de la Praga din anul 1905. Împreună cu Emil Filla, el a fondat grupul artistic Osma în 1906 sau 1907. Kubišta a lucrat într-un stil expresionist până în anul 1910 și a realizat un schimb de idei cu pictorii germani din grupul artistic Die Brücke, fiind un membru „flotant” și târziu al grupului.
Artistul plastic ceh a dezvoltat, de asemenea, idei vizuale desprinse din activitatea lui Cézanne. Stilul său de mai târziu (aproximativ din 1911) a fost puternic influențat de expresionism și cubism. Elemente expresioniste, în special utilizarea culorilor, dar și subiectul artistic, a deosebit curând activitatea cubistă a lui Kubišta (precum pictura Sfântului Sebastian din 1912) de cea a fondatorilor parizieni ai stilului cubist Picasso, Braque și grupul numit Section d'Or.
Artistul ceh a studiat teoria culorii, a analizat principiile compoziționale și armonioase ale pictorilor El Greco, Eugène Delacroix, Vincent van Gogh și Edvard Munch. De asemenea, el a acordat o atenție deosebită principiilor matematice și geometrice. În jurul anului 1911 a intrat în relații cu Jan Zrzavý și grupul artistic Sursum.
Kubišta s-a înrolat în armată în anul 1913. Din păcate, Kubišta a murit de tânăr, în timpul pandemiei de gripă spaniolă din 1918, care a devastat Europa după Primul Război Mondial.

## Picturi

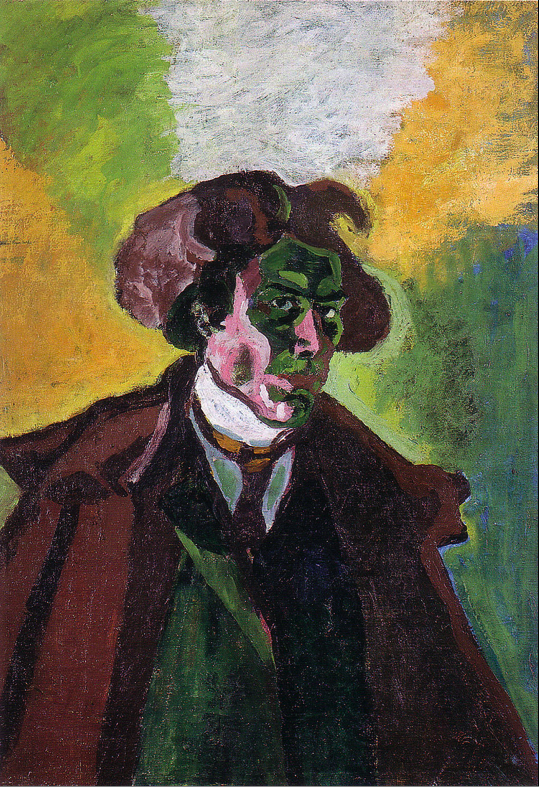
Autoportret, 1908
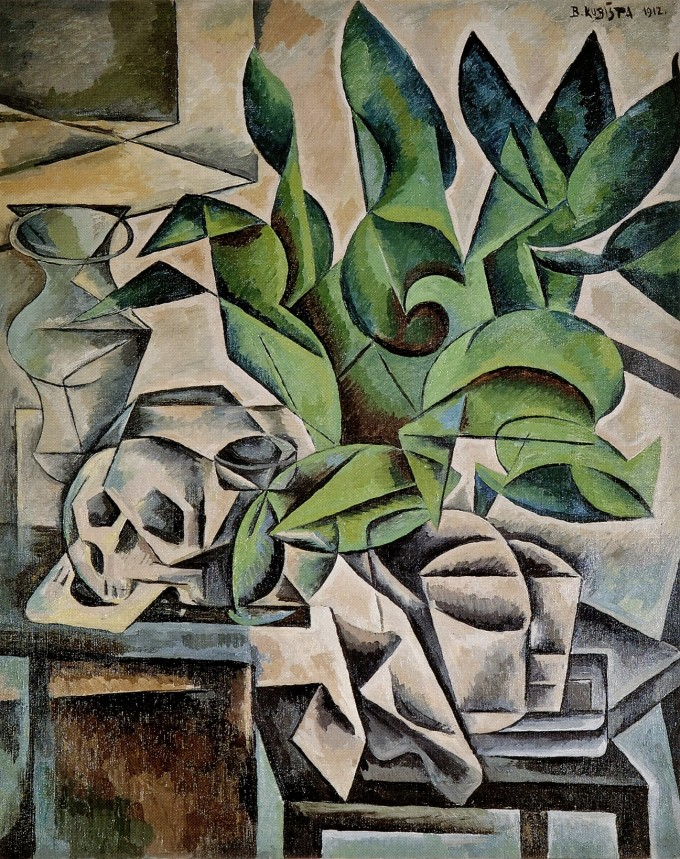
Natură încă vie cu craniu, 1912
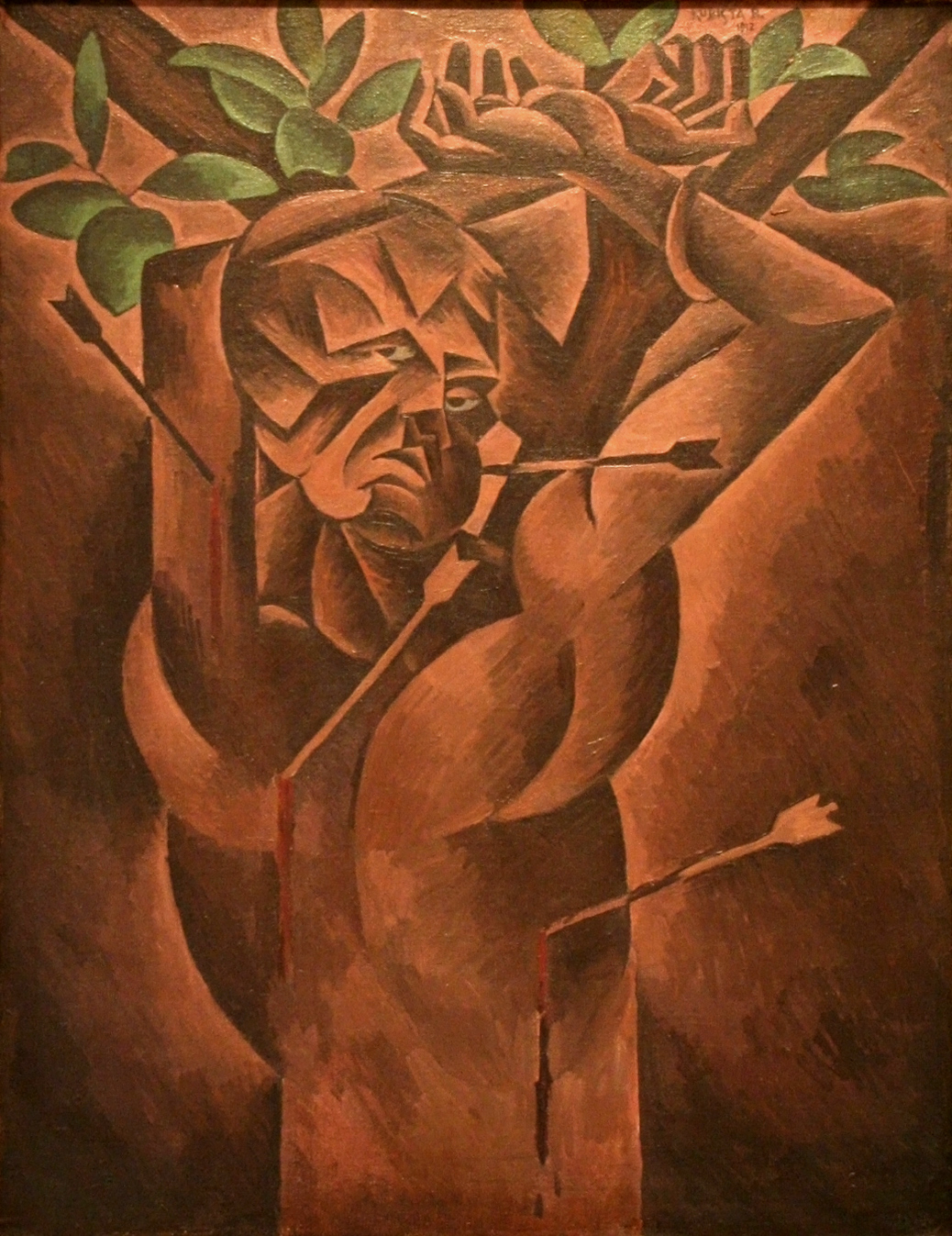
Sfântul Sebastian, 1912
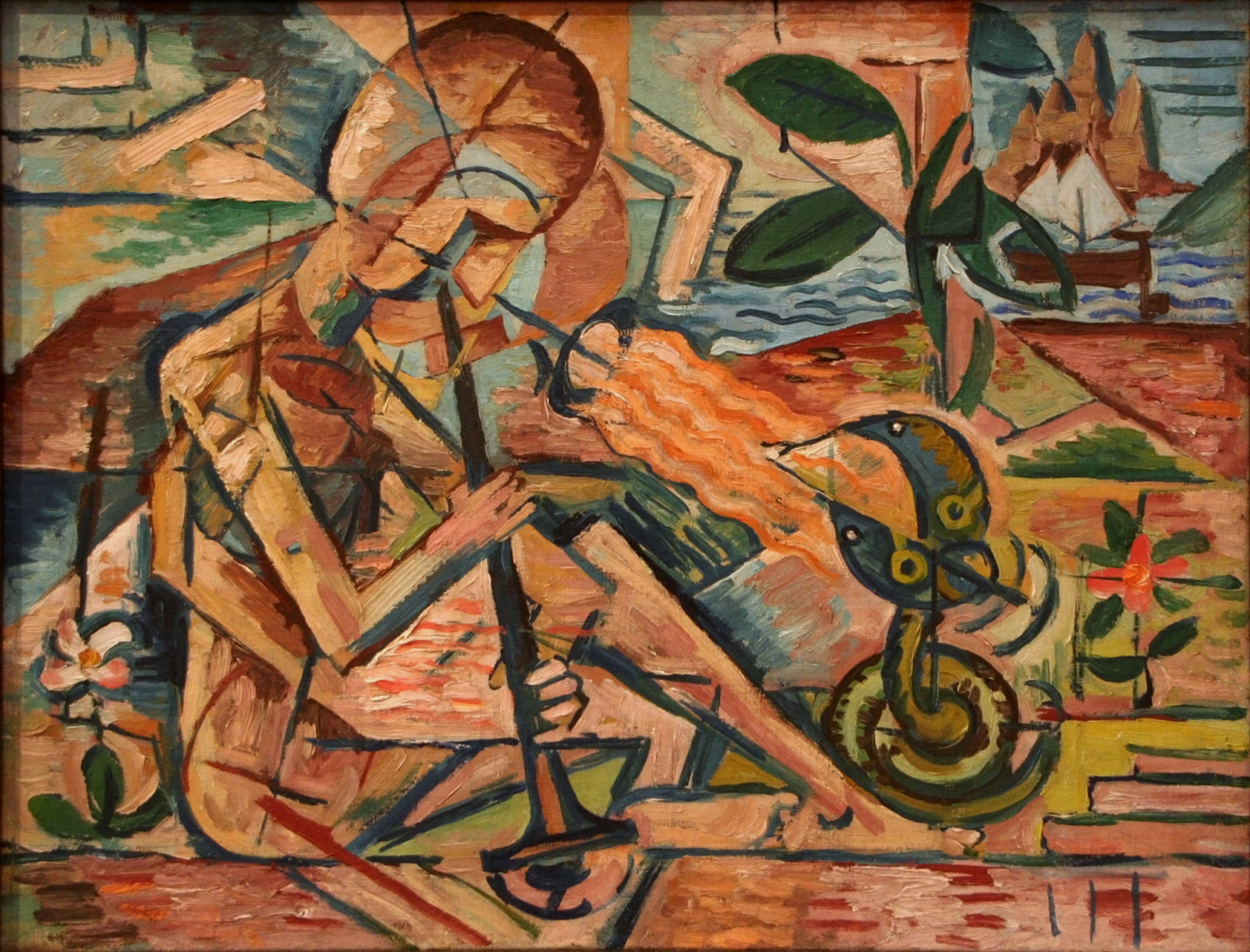
Fachir îmblânzind șerpi, 1915